# Hermonia Vivarini
Hermonia Vivarini var en venetiansk glasmålare.
Hon var dotter till Alvise Vivarini och medlem i glasmästarfamiljen Vivarini i Murano, som hade flera berömda konstnärer. Hon var sondotter till Antonio Vivarini och brorsondotter till Bartolomeo Vivarini. Hon ska ha lärt sig glaskonsten av sin farfarsfar Michele Vivarini. 
Hon ansökte 22 maj 1521 om tillstånd från glasskrået i Murano att få tillverka och sälja glaskannor formade som skepp (navicella), som var hennes specialitet och enligt hennes egen design, som hon fick ett tioårigt patent på, ett ovanligt exempel på patent från denna tid. Hon fick ett tillstånd som löpte på tio år. Det var sällsynt för en kvinna att få ett sådant tillstånd: normalt sett fick kvinnor inte bli medlemmar i skrået, men hon tillhörde en handfull undantag från denna regel. Hon hade framgång som artist och hennes kannor formade som skepp blev så populära att de kopierades av många samtida glashantverkare. 